# イフラーム

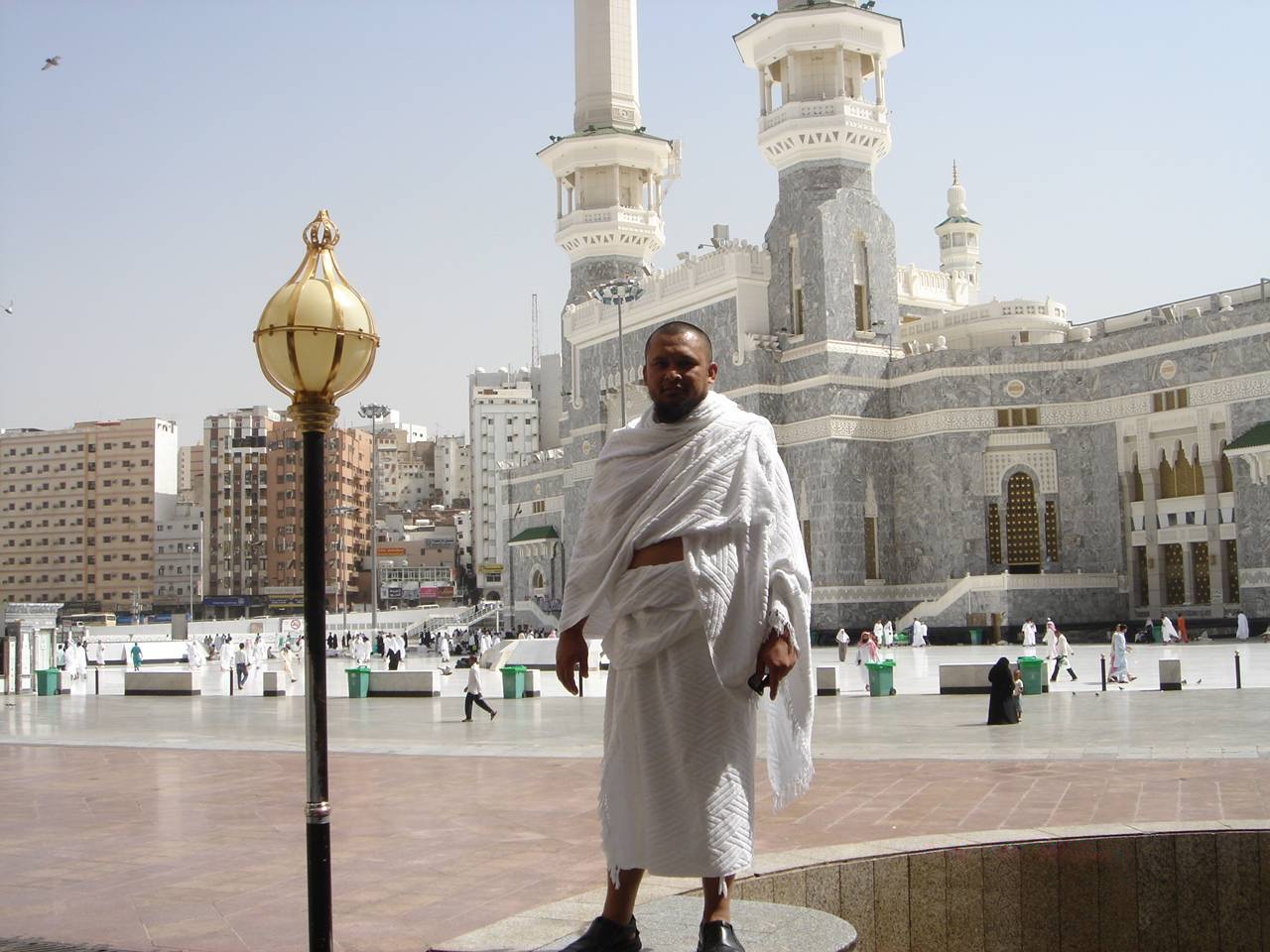
イフラーム布に着替えた男性

イフラーム（アラビア語: إحرام, ラテン文字転写: iḥrām）とは、巡礼（ハッジとウムラ）する際にムスリム、ムスリマが整えておくべき状態を指すイスラム教の用語。イフラーム布（ثَوْب الإحرام）という縫い目のない2枚の白布を身にまとうことでその状態にあることが示される。イフラームだけでイフラーム布を指す場合もある。
イフラーム布は、ミーカートという定められた場所で着替える。空路で巡礼に赴く場合は、出発地の空港の指定場所で着替えてから飛行機に搭乗する。女性はイフラーム布への更衣は求められていないが、顔以外はすべて隠さなければならない (逆に、顔を隠してはならないため、ブルカやニカブなど顔を覆う衣服は許されない)。上下貴賎の区別なく、等しくイフラーム布に着替えることは、すべてのムスリムは神の前に平等であることを示す。なお、イフラームの状態にある間は物忌みであり、さまざまな制約がある。

## 制約
イフラームの間は、結び目を作ったり縫い目のある物を身に着けてはならない。サンダルにも縫い目があってはならず、足首と足の後部を露出させなければならない。教派によっては足の甲もはっきり見せることが求められる。 さらに、身体やイフラーム布に香料をつけることも許されない。汚れた素材で作られたイフラーム布をまとったり、イフラーム布を汚してもならず、もし汚した場合は新しいイフラーム布に着替えなければならない。さもなければ、そのウムラまたはハッジは正しいものと認められない。 
女性はイフラーム布に着替えなくてもよいが、顔を隠すことは禁じられる。このため、ブルカやニカブのように顔の全体あるいは大部分を隠す衣服は許されない。ただし、頭髪は隠さなければならないので、ヒジャブやデュパッタは必須である。また、巡礼中は性による区別はなく、モスクとは異なり男女が同じ線上で共に祈る。これは、裁きの日には男女の別なく裁きの列に並ぶことを思い起こさせるためである。 

## 行動および衛生
男性は、普段の礼拝時と同様に清潔にしなければならない。ただし、爪を切ったり、髪やひげを整えたりすることは控えるべきであるとされる。また、消臭剤を含むわずかな臭いも身に帯びてはならない。イフラームに入る際に頭髪を剃る者もいるが、髪やひげを整えるのを控えるべきとの考えに従い、ハッジまたはウムラから戻るまで剃るのを控える者が大半である。女性も清潔にすべきとされている。巡礼中の性行為や喫煙、悪態などは禁じられている。 
その他、普段禁じられている行為に加え、動物を殺すことや冒涜的な言葉を口にすること、口論や喧嘩、諸々の誓いを立てることも禁じられる。また、男性は女性を見ることを控えなければならない。女性は目立つ格好をすることを厳に慎むべきとされ、化粧をしたり香水や化粧品を使うことは固く禁じられる。 
香料入りの石鹸を使用することも許されないが、巡礼中は無香料石鹸は使ってもよい。巡礼中は、軽薄さ・横柄さ・粗暴さは日常生活とともに脇に置き、勉学やビジネス、さらには世俗の人間関係を忘れ、神のみに意識を向けるべきとされる。 

## 空路での移動

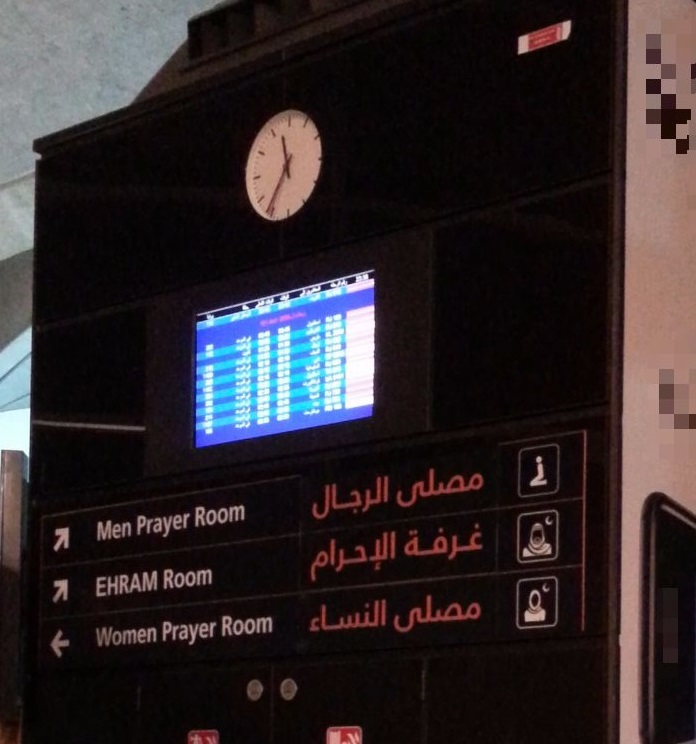
出発便と合わせてイフラームへの更衣室の場所を示す案内表示。ヨルダンのクイーン・アリア国際空港。

遠隔地のムスリムが巡礼に赴く場合、飛行機を利用することになる。この場合には、出発地の空港で搭乗する際にイフラーム布に更衣すべきとされる。このため、イスラム教国の空港にはミーカートとして扱われるイフラーム布への更衣スペースが設けられているところがある。 